# Aubrey Joseph
Aubrey Omari Joseph (Nova York, 26 de novembro de 1997) é um rapper e ator americano mais conhecido por interpretar Tyrone Johnson / Manto em Marvel's Cloak & Dagger da Freeform.

## Carreira
Aubrey Jopeh começou a atuar no palco, interpretando Simba no musical O Rei Leão, um papel que ele alternou com Judah Bellamy. Aubrey tem seu primeiro papel principal, depois de ser escalado em janeiro de 2017 como Tyrone Johnson / Manto na série de televisão Marvel's Cloak & Dagger. A série estreou em junho de 2018 na Freeform.

## Vida pessoal
Aubrey Joseph é o filho do meio de três garotos.

## Filmografia
| Ano  | Título         | Papel               | Notas          |
| ---- | -------------- | ------------------- | -------------- |
| 2013 | Fading Gigolo  | Cefus               |                |
| 2015 | Run All Night  | Curtis 'Legs' Banks |                |
| 2017 | A Quaker Sound | Elias               | Curta-metragem |

| Ano       | Título                            | Papel                       | Notas                                                  |
| --------- | --------------------------------- | --------------------------- | ------------------------------------------------------ |
| 2014      | Death Pact                        | Martin                      |                                                        |
| 2014      | Law & Order: Special Victims Unit | Yusuf Barré                 | Episódio: "Amaro's One-Eighty"                         |
| 2016      | The Night Of                      | Dwight Gooden Stone         | Papel recorrente; 3 episódios                          |
| 2018-2019 | Marvel's Cloak & Dagger           | Tyrone Johnson / Manto (Ty) | Papel principal                                        |
| 2019      | Runaways                          | Tandy Bowen / Manto(Ty)     | Episódios: "Left-Hand Path", "Devil's Torture Chamber" |